# Die Wacht am Rhein
Die Wacht am Rhein (česky Stráž na Rýně) je německá politická nacionalistická píseň, která plnila od roku 1871 v Německé říši roli neoficiální národní hymny. Text byl napsán roku 1840 Maxem Schneckenburgerem. Melodii složil Carl Wilhelm. Píseň se stala populární v době prusko-francouzské války, kdy Francie ohrožovala levý břeh Rýna.

## Text
Existuje několik verzí, které se v několika bodech liší.
1.
Es braust ein Ruf wie Donnerhall,
Wie Schwertgeklirr und Wogenprall:
Zum Rhein, zum Rhein, zum deutschen Rhein!
Wer will des Stromes Hüter sein?
Refrén
Lieb’ Vaterland, magst ruhig sein,
Fest steht und treu die Wacht am Rhein!
2.
Durch Hunderttausend zuckt es schnell,
Und Aller Augen blitzen hell,
Der deutsche Jüngling, fromm und stark, (Der Deutsche, bieder, fromm und stark,)
Beschirmt die heil’ge Landesmark.
Refrén
3.
Er blickt hinauf in Himmelsau’n,
Wo Heldengeister niederschau’n, (Wo Heldenväter niederschau’n)
Und schwört mit stolzer Kampfeslust:
„Du Rhein bleibst deutsch wie meine Brust.“
Refrén
4. (někdy vynechávána)
„Und ob mein Herz im Tode bricht,
Wirst du doch drum ein Welscher nicht;
Reich wie an Wasser deine Flut
Ist Deutschland ja an Heldenblut.“
Refrén
5.
„Solang ein Tropfen Blut noch glüht,
Noch eine Faust den Degen zieht,
Und noch ein Arm die Büchse spannt,
Betritt kein Feind hier deinen Strand.“
Refrén
6.
Der Schwur erschallt, die Woge rinnt,
Die Fahnen flattern hoch im Wind:
Zum Rhein, zum Rhein, zum deutschen Rhein!
Wir Alle wollen Hüter sein!
Refrén
Na pohlednici z první světové války se objevila i 7. sloka:
So führe uns, Du bist bewährt;
In Gottvertrau’n greif’ zu dem Schwert,
Hoch Wilhelm! Nieder mit der Brut!
Und tilg’ die Schmach mit Feindesblut!

## Význam
Byla velmi populární v období mezi první a druhou světovou válkou, kdy konkurovala oficiální hymně Das Lied der Deutschen. Po ukončení nepřátelství mezi Francií a Německem má už jen historický význam a je hrána jen výjimečně.